# Autentizace

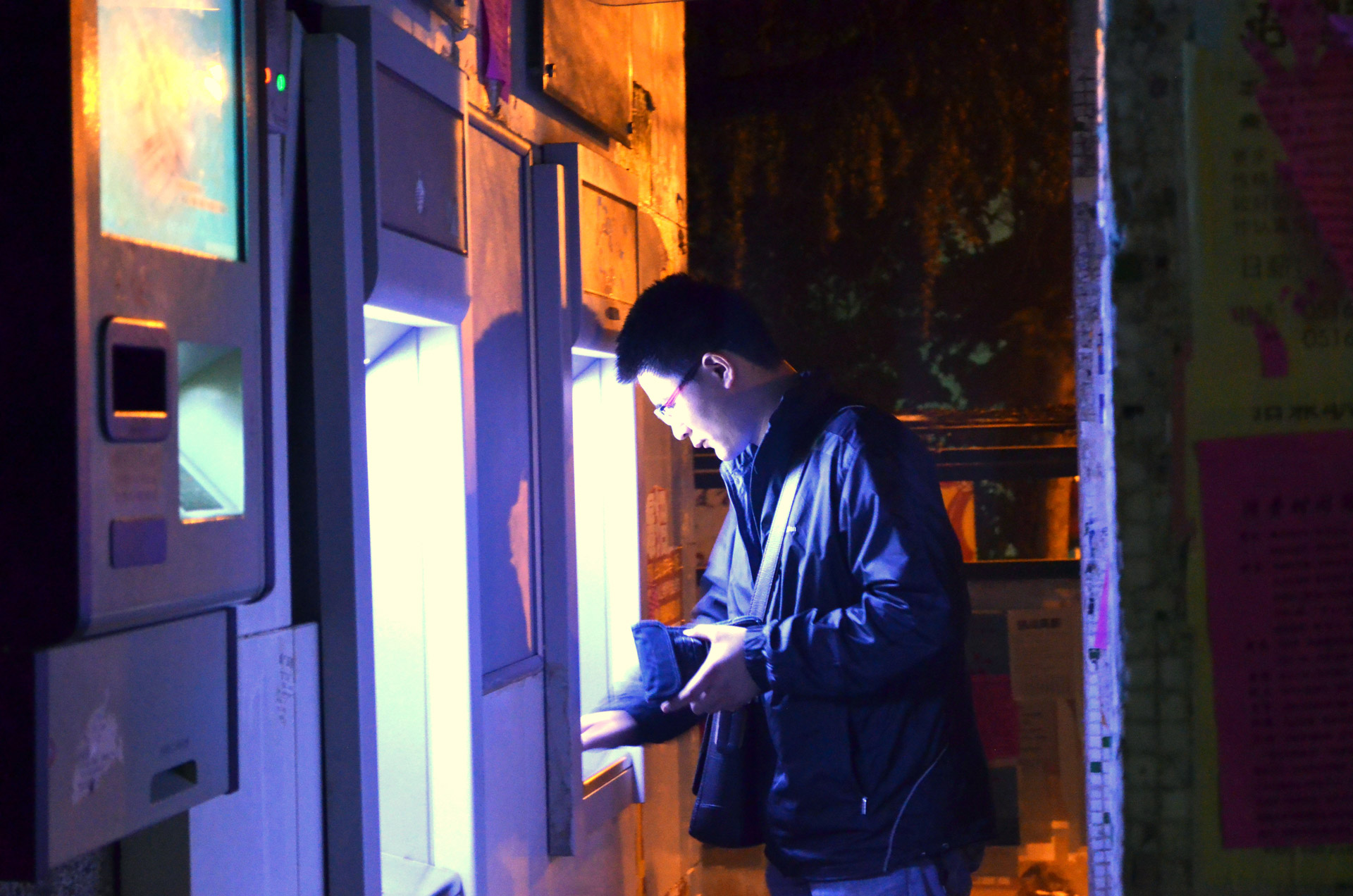
Při výběru hotovosti z bankovního automatu se používá kombinace dvou metod autentizace: něco, co uživatel má (platební karta) a co uživatel zná (PIN k platební kartě).

Autentizace (z řeckého αὐθεντικός authentikos: skutečný, původní; z αὐθέντης authentes: autor) je proces ověření proklamované identity subjektu. Po dokončení autentizace obvykle následuje autorizace, což je souhlas, schválení, umožnění přístupu či provedení konkrétní operace daným subjektem. Autenticita je pak vlastnost subjektu, jejíž přítomnost se procesem autentizace ověřuje.
Řidčeji se používají i synonyma autentikace (z anglického authentication) nebo autentifikace (z francouzského authentification). Tato synonyma ale nejsou doporučována[kým?] kvůli jednotnosti odborné terminologie, přestože autentifikace je spisovné slovo. Pojem autentizace je v odborných publikacích preferován a je majoritně používán v minulosti i v současnosti.

## Význam autentizace
Autentizace znamená ověřování pravosti, autentický znamená původní, pravý, hodnověrný. Autentizace patří k bezpečnostním opatřením a zajišťuje ochranu před falšováním identity (anglicky impersonation, maskarade), kdy se subjekt vydává za někoho, kým není. Rozlišujeme autentizaci entity (osoby, programu) a autentizaci zprávy.

## Autentizace v informatice
Autentizace je v informatice ověření identity uživatele služeb nebo původce zprávy. Používají se tyto základní metody pro zjištění identity:
- podle toho, co uživatel zná (zná správnou kombinaci uživatelského označení a hesla nebo PIN)
- podle toho, co uživatel má (nějaký technický prostředek, který uživatel vlastní – hardwarový klíč, smart card, privátní klíč apod.)
- podle toho, čím uživatel je (uživatel má biometrické vlastnosti, které lze prověřit – otisk prstu, snímek oční duhovky či sítnice apod.)
- podle toho, co uživatel umí (umí správně odpovědět na náhodně vygenerovaný kontrolní dotaz)

## Multifaktorová autentizace
Vícefázové, též vícefaktorové ověření (multifaktorová autentizace) je v informatice proces, pomocí kterého se uživatel může bezpečně přihlásit k webové stránce, aplikaci nebo síti tím, že při autentizaci poskytne dva nebo více důkazů (faktorů) potvrzujících jeho identitu: znalost (něco, co ví pouze uživatel), vlastnictví (něco, co má pouze uživatel) a charakteristiku (něco, čím je pouze daný uživatel).
Příklady
- zadání hesla
- technickým řešením (USB klíč)
- otisk prstu (biometrie)

### Biometrie
Biometrie se skládá z automatizovaných metod, které určují na základě fyzikálních vlastností unikátní osoby. Každý typ biometrického systému, obsahuje alespoň jednu podobnost: musí být založen na rozlišitelném lidském atributu, jako jsou otisk prstu osoby, duhovka, hlas nebo dokonce obličej.
Dnes jsou takováto otisková zařízení nejpopulárnější formou biometrické bezpečnosti, s různými systémy určené pro všeobecné a masové používání na trhu. Vymizely dřívější objemné otisky prstů, které dnes nahradil otisk skenovacího zařízení, který může být dost malý na to, aby mohl být zabudován pro velkou bezpečnost do notebooku.
Otisk prstu je tvořen vzorem, který se skládá z hřebenů a brázd, taktéž i charakteristik, které se vyskytují na místech markantů (hřeben rozvětvení či konce linie).
Otisk prstu skenováním v podstatě stanoví identifikaci osoby, založené na získávání a uznávání jedinečných vzorů a hřebenů v otisku prstu.

### Skutečný proces identifikace
Základ identifikace je však téměř stejný. Standardní systémy se skládají ze senzorů pro snímání otisku prstu a z procesoru, který ukládá otisk prstů do databáze a software, který porovnává otisky prstů do vytvořené databáze. V databázi, je otisk prstu obvykle porovnáván s referenčním číslem, nebo PIN číslem, se kterým je jméno osoby nebo účet spojován. V bezpečnostních případech je obecně znám systém – povolit nebo zakázat přístup, ale dnes to může platit také například pro jednodušší přístup ke mzdám, apod.
Ve velkých vládních organizacích a korporacích, biometrie hraje velkou roli v identifikaci zaměstnanců a bezpečnosti. Navíc některá datová centra zvyšují vzdálený přístup a správu tím, že přidá další vrstvu síťového zabezpečení pro systémové administrátory. Náklady na zavedení otisků prstů a další biometrické snímání zabezpečení v datových centrech jsou stále poměrně drahé, a mnoho středisek stále spoléhá na ID odznaky.